# Чусовський (Челябінська область)
Чусовський (рос. Чусовской) — селище, підпорядковане місту Верхній Уфалей Челябінської області Російської Федерації.
Населення становить 111 осіб (2010)

## Історія
Згідно із законом від 26 серпня 2004 року органом місцевого самоврядування є Верхньоуфалейський міський округ.

## Населення
| 2002 | 2010 |
| ---- | ---- |
| 115  | ↘111 |